# Пенсакола
Пенсакола (англ. Pensacola) — місто (англ. city) в США, адміністративний центр округу Ескамбія на півночному заході штату Флорида, на узбережжі затоки Пенсакола Мексиканської затоки. Населення — 54 312 особи (2020).

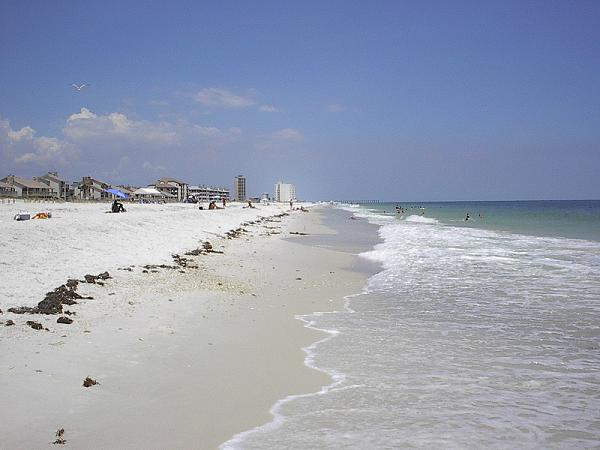
Пляж білого піску Пенсаколи

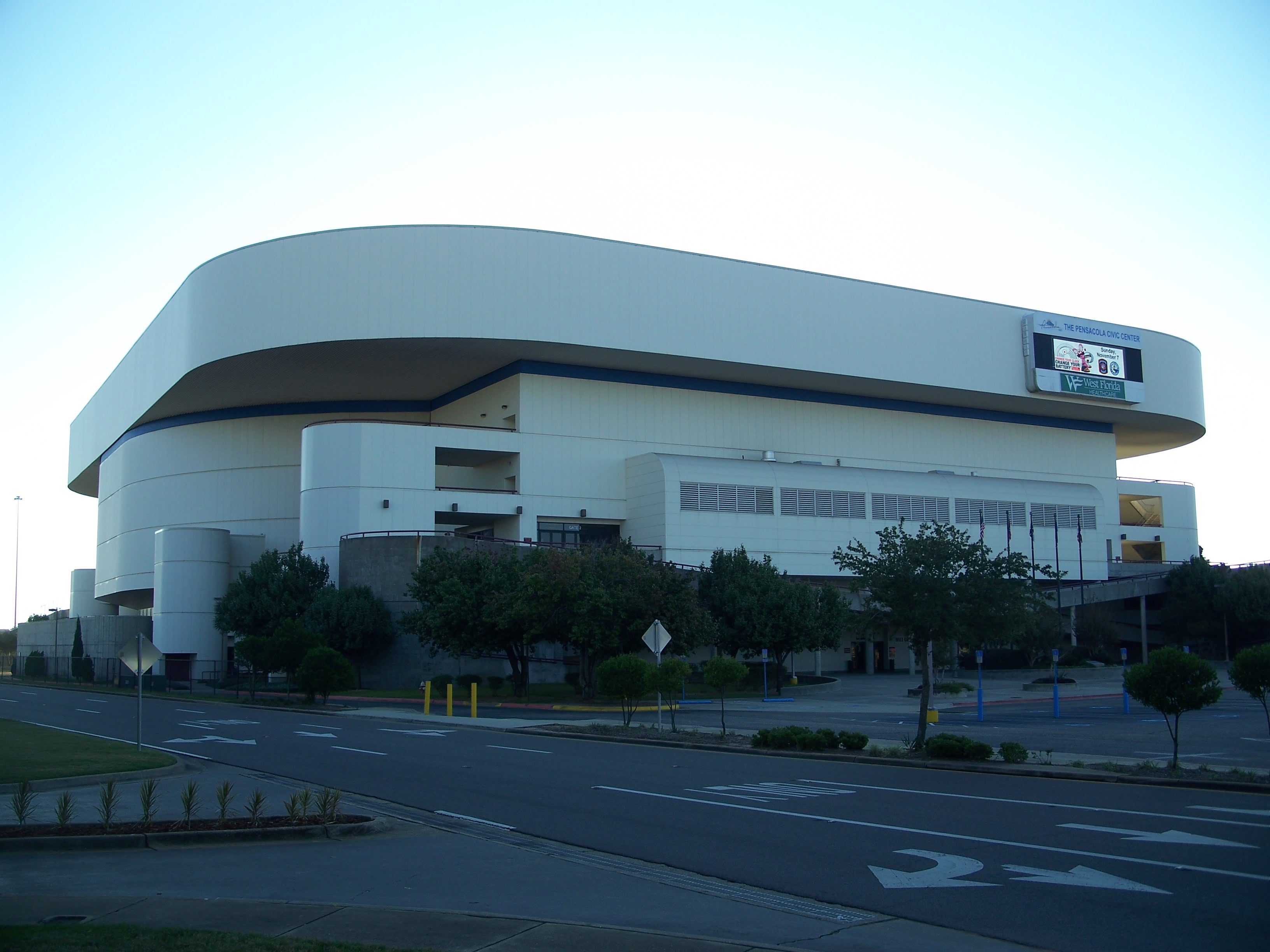
Пенсакольский міський центр

Пенсаколу називають «містом п'яти прапорів», тому що вона належала п'ятьом різним державам: Іспанії (Кастилії), Франції, Британії, Конфедеративним Державам (штатам) Америки й США. Пенсаколу також називають: «Найбілішими пляжами світу», «Колискою морської авіації», «Західною брамою сонце-сяйного штату», «Американським першим поселенням», «Смарагдовим узбережжям», «Рив'єрою реднеків», «Світовою столицею реднеків».

## Історія
На час першого контакту з іспанцями 1528 й 1539 років тут мешкали мускогі племені пенсакола. Першу колонію й місто було утворено 1559 року, але вони загинули того ж року від урагану. Наступні 135 років ця областя вважалася занадто небезпечною для заселення. Французи відновили спроби колонізувати узбережжя й відбудували місто 1698 року під назвою Форт-Барранкас. 1763 року Іспанія поступилася Флоридою Англії й Пенсакола стала столицею штату Західна Флорида.

## Географія
Пенсакола розташована за координатами 30°26′29″ пн. ш. 87°11′24″ зх. д. / 30.44139° пн. ш. 87.19000° зх. д. (30.441266, -87.189943). За даними Бюро перепису населення США в 2010 році місто мало площу 105,43 км², з яких 58,38 км² — суходіл та 47,05 км² — водойми.

### Клімат
Середньодобова температура липня — +28 °C, січня — +11 °C. Щорічні опади — 1630 мм з піком на січень, березень, червень-вересень місяці.
Тут знаходиться військова база морської авіації, демонстраційний загін льотчиків «Блакитні янголи» (Блю енжелз) й Національний музей морської авіації.
Пенсакола є містом побратимом українського міста Горлівка.
| Клімат : Пенсакола      | Клімат : Пенсакола | Клімат : Пенсакола | Клімат : Пенсакола | Клімат : Пенсакола | Клімат : Пенсакола | Клімат : Пенсакола | Клімат : Пенсакола | Клімат : Пенсакола | Клімат : Пенсакола | Клімат : Пенсакола | Клімат : Пенсакола | Клімат : Пенсакола | Клімат : Пенсакола |
| Показник                | Січ.               | Лют.               | Бер.               | Квіт.              | Трав.              | Черв.              | Лип.               | Серп.              | Вер.               | Жовт.              | Лист.              | Груд.              | Рік                |
| Абсолютний максимум, °C | 27,2               | 27,8               | 32,2               | 35,6               | 38,9               | 38,9               | 41,1               | 40,0               | 38,9               | 35,0               | 31,7               | 27,2               | 41,1               |
| Середній максимум, °C   | 15,8               | 17,7               | 20,9               | 24,3               | 28,4               | 31,4               | 32,2               | 31,9               | 30,3               | 26,1               | 21,3               | 17,0               | 24,8               |
| Середній мінімум, °C    | 5,7                | 7,5                | 10,7               | 14,2               | 18,9               | 22,5               | 23,6               | 23,4               | 21,3               | 15,7               | 10,7               | 6,9                | 15,1               |
| Абсолютний мінімум, °C  | −15                | −13,9              | −5,6               | 0,6                | 6,7                | 12,8               | 16,1               | 15,6               | 6,1                | 0,0                | −5,6               | −11,7              | −15                |
| Норма опадів, мм        | 118                | 129                | 148                | 110                | 106                | 168                | 188                | 172                | 152                | 133                | 120                | 116                | 1658               |
| Днів з опадами          | 8,9                | 8,6                | 8,1                | 6,5                | 6,7                | 11,1               | 14,0               | 13,6               | 8,8                | 6,1                | 7,2                | 9,0                | 108,6              |
| ----------------------- | ------------------ | ------------------ | ------------------ | ------------------ | ------------------ | ------------------ | ------------------ | ------------------ | ------------------ | ------------------ | ------------------ | ------------------ | ------------------ |
| Джерело: NOAA           |                    |                    |                    |                    |                    |                    |                    |                    |                    |                    |                    |                    |                    |

## Демографія
Згідно з переписом 2010 року, у місті мешкали 51 923 особи в 23 592 домогосподарствах у складі 13 054 родин. Густота населення становила 493 особи/км². Було 26848 помешкань (255/км²).
Расовий склад населення:
| - 66,3 % — білих - 28,0 % — чорних або афроамериканців - 2,0 % — азіатів - 0,6 % — корінних американців - 0,1 % — вихідців з тихоокеанських островів |

До двох чи більше рас належало 2,3 %. Частка іспаномовних становила 3,3 % від усіх жителів.
За віковим діапазоном населення розподілялося таким чином: 19,6 % — особи молодші 18 років, 62,8 % — особи у віці 18—64 років, 17,6 % — особи у віці 65 років та старші. Медіана віку мешканця становила 42,6 року. На 100 осіб жіночої статі у місті припадало 90,2 чоловіків; на 100 жінок у віці від 18 років та старших — 87,2 чоловіків також старших 18 років.
Середній дохід на одне домашнє господарство становив 62 862 долари США (медіана — 45 527), а середній дохід на одну сім'ю — 81 253 долари (медіана — 63 046). Медіана доходів становила 42 615 доларів для чоловіків та 33 238 доларів для жінок. За межею бідності перебувало 15,7 % осіб, у тому числі 20,5 % дітей у віці до 18 років та 11,1 % осіб у віці 65 років та старших.
Цивільне працевлаштоване населення становило 24 675 осіб. Основні галузі зайнятості: освіта, охорона здоров'я та соціальна допомога — 25,5 %, роздрібна торгівля — 13,2 %, мистецтво, розваги та відпочинок — 12,5 %.

## Культура
- Пенсакольський музей мистецтва — єдиний художній музей міста.